# شاو نیلسون

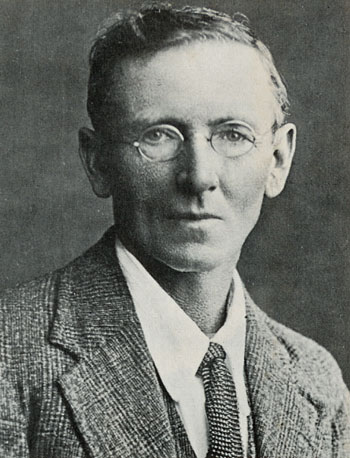

جان شاو نیلسون شاعر استرالیایی بود. او که لاغر اندام بود، بیشتر عمرش به عنوان کارگر میوه‌چینی، پاک‌سازی درختچه‌زارها، کشتی‌رانی و کار در معادن، و پس از سال ۱۹۲۸ به عنوان یک پیام رسان در ملبورن کار کرد. نیلسون که عمدتاً آموزش ندیده و فقط اصولاً تحصیل کرده بود، به عنوان یکی از بهترین شاعران غزلیات استرالیا شناخته شد که مطالب زیادی در مورد جهان طبیعی و زیبایی در آن نوشت.

## شعر
در ژانویه ۱۸۹۳ جان شاو نیلسون در مسابقه انجمن بومیان استرالیا جایزه نوجوانان را برای شعری برد، در همان سالی که پدرش جایزه بزرگسالان را برد.
او بین سال‌های ۱۹۰۱ و ۱۹۰۶ در بولتن مشارکت داشت و در حدود سال ۱۹۰۸ برخی از اشعار او، عمدتاً از نوع سبک یا محبوب، توسط راندولف بدفورد برای کلاریون پذیرفته شد. از حدود سال ۱۹۰۶ بینایی نیلسون شروع به از بین رفتن کرد، تا پایان عمر او قادر به مطالعه کمی بود و بیشتر کارهایش دیکته می‌شد

## اوایل زندگی
او اسکاتلندی به دنیا آمد. پدربزرگ و مادربزرگ او جان نیلسون و جسی مک فارلین از کوپار، نیل مکینون از اسکای و مارگارت استوارت از گرینوک بودند.
جان نیلسون در ۹ سالگی به استرالیای جنوبی آورده شد، عملاً تحصیلات نداشت و تمام عمرش چوپان، قیچی و کشاورز بود. او هرگز پول کافی برای به دست آوردن زمین خوب نداشت و مانند دیگر پیشگامان با خشکسالی و خرگوش و سایر آفات مبارزه کرد و پاداش کمی برای زحماتش دریافت کرد.

## مرگ
نیلسون در اوایل سال ۱۹۴۱ از هیئت جاده‌های کشور بازنشسته شد و به کوئینزلند رفت تا با دوستانش بماند. مستمری ادبی او اکنون به ۲ پوند در هفته افزایش یافته بود. اندکی پس از بازگشت به ملبورن، سلامتی او رو به زوال گذاشت و در ۱۲ مه ۱۹۴۲ بر اثر بیماری قلبی در بیمارستانی خصوصی درگذشت. او در گورستان فوتسکری در نزدیکی ملبورن به خاک سپرده شد.